# Petka (Požarevac)
Petka (em cirílico:Петка) é uma vila da Sérvia localizada no município de Požarevac, pertencente ao distrito de Braničevo, na região de Braničevo. A sua população era de 1195 habitantes segundo o censo de 2009.

## Demografia
| 1948  | 1953  | 1961  | 1971  | 1981  | 1991  | 2002  |
| ----- | ----- | ----- | ----- | ----- | ----- | ----- |
| 1 736 | 1 830 | 2 039 | 1 830 | 1 733 | 1 604 | 1 285 |